# Cathédrale arménienne Sainte-Marie d'Istanbul
La cathédrale Sainte-Marie de Sakızağaç est une église catholique de rite arménien située à Beşiktaş dans la province d'Istanbul en Turquie.

## Présentation

### Fondation
Elle est le siège du diocèse arménien de la région d'Istanbul mais aussi à une échelle plus large de l'archéparchie arménienne de Constantinople (en) créé en 1830 par le pape Pie VIII à-travers sa bulle Quod jamdiu. Elle est membre de l'Église catholique arménienne.
Elle reprend le vocable de la Vierge Marie qui était celui d'une ancienne autre église catholique disparue. Elle prend ainsi le relai de cette précédente église catholique médiévale de la ville de Constantinople.

### Architecture

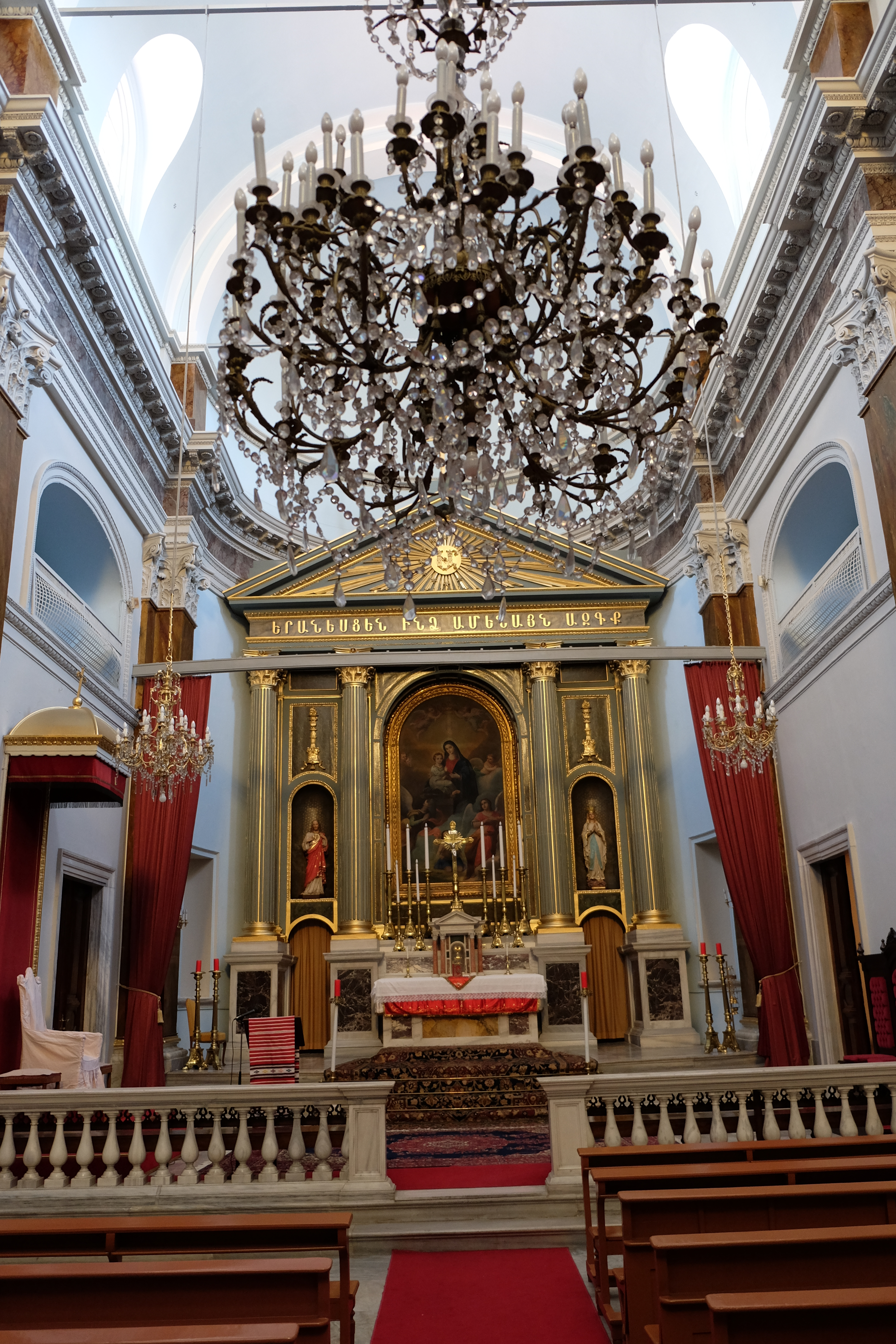
Vue du chœur de la cathédrale Sainte-Marie.

La cathédrale a été construite au XIXe siècle avec une architecture néoclassique que l'on retrouve sur sa façade occidentale mais également à l'intérieur dans la nef et le chœur.